# Velîki Komeatî, Vînohradiv
Velîki Komeatî (în ucraineană Великі Ком`яти, maghiară Magyarkomját) este o comună în raionul Vînohradiv, regiunea Transcarpatia, Ucraina, formată numai din satul de reședință.

## Demografie
Componența lingvistică a comunei Velîki Komeatî
     Ucraineană (99,48%)
     Alte limbi (0,51%)
Conform recensământului din 2001, majoritatea populației comunei Velîki Komeatî era vorbitoare de ucraineană (99,48%), existând în minoritate și vorbitori de alte limbi.